# Bheri (zone)
La zone de Bheri (népalais : भेरी अञ्चल ; IAST : bherī añcala) est l'une des quatorze anciennes zones du Népal qui ont été supprimées lors de la réorganisation administrative de 2015.. Elle était rattachée à la région de développement Moyen-Ouest.
Elle était subdivisée en cinq districts :
- district de Banke ;
- district de Bardiya ;
- district de Dailekh ;
- district de Jajarkot ;
- district de Surkhet.